# Polynormande 2014
La 35e édition de la Polynormande a eu lieu le 3 août 2014. C'est la douzième épreuve de la Coupe de France de cyclisme sur route 2014. La course fait partie du calendrier UCI Europe Tour 2014 en catégorie 1.1.

## Présentation

### Équipes
Classée en catégorie 1.1 de l'UCI Europe Tour, la Polynormande est par conséquent ouverte aux UCI ProTeams dans la limite de 50 % des équipes participantes, aux équipes continentales professionnelles, aux équipes continentales et aux équipes nationales.
Quatorze équipes participent à cette Polynormande - trois ProTeams, quatre équipes continentales professionnelles, six équipes continentales et une équipe nationale :
| UCI ProTeams     | UCI ProTeams | UCI ProTeams |
| Nom de l'équipe  | Pays         | Code         |
| ---------------- | ------------ | ------------ |
| AG2R La Mondiale | France       | ALM          |
| FDJ.fr           | France       | FDJ          |
| Europcar         | France       | EUC          |

| Équipe nationale                    | Équipe nationale | Équipe nationale |
| Nom de l'équipe                     | Pays             | Code             |
| ----------------------------------- | ---------------- | ---------------- |
| Équipe nationale de France amateurs | France           | FRA              |

| Équipes continentales professionnelles | Équipes continentales professionnelles | Équipes continentales professionnelles |
| Nom de l'équipe                        | Pays                                   | Code                                   |
| -------------------------------------- | -------------------------------------- | -------------------------------------- |
| Bretagne-Séché Environnement           | France                                 | BSE                                    |
| Cofidis                                | France                                 | COF                                    |
| Topsport Vlaanderen-Baloise            | Belgique                               | TSV                                    |
| Wanty-Groupe Gobert                    | Belgique                               | WGG                                    |

| Équipes continentales   | Équipes continentales | Équipes continentales |
| Nom de l'équipe         | Pays                  | Code                  |
| ----------------------- | --------------------- | --------------------- |
| BigMat-Auber 93         | France                | BIG                   |
| Differdange-Losch       | Luxembourg            | CCD                   |
| La Pomme Marseille 13   | France                | LPM                   |
| Roubaix Lille Métropole | France                | RLM                   |
| Vino 4ever              | Kazakhstan            | V4E                   |
| Wallonie-Bruxelles      | Belgique              | WBC                   |

## Classement final
|    | Coureur            | Pays     | Équipe                              |    | Temps           |
| -- | ------------------ | -------- | ----------------------------------- | -- | --------------- |
| 1  | Jan Ghyselinck     | Belgique | Wanty-Groupe Gobert                 | en | 3 h 56 min 40 s |
| 2  | Antoine Duchesne   | Canada   | Europcar                            | +  | 8 s             |
| 3  | Quentin Jauregui   | France   | Roubaix Lille Métropole             |    | 12 s            |
| 4  | Yann Guyot         | France   | Équipe nationale de France amateurs |    | 12 s            |
| 5  | Sébastien Delfosse | Belgique | Wallonie-Bruxelles                  |    | 12 s            |
| 6  | Romain Hardy       | France   | Cofidis                             |    | 12 s            |
| 7  | Stijn Steels       | Belgique | Topsport Vlaanderen-Baloise         |    | 12 s            |
| 8  | Anthony Delaplace  | France   | Bretagne-Séché Environnement        |    | 12 s            |
| 9  | Stéphane Rossetto  | France   | BigMat-Auber 93                     |    | 12 s            |
| 10 | Arnaud Courteille  | France   | FDJ.fr                              |    | 12 s            |

## Liste des participants
- Liste de départ complète

| Légende | Légende                                                                    | Légende | Légende                                                    |
| ------- | -------------------------------------------------------------------------- | ------- | ---------------------------------------------------------- |
| Num     | Dossard de départ porté par le coureur sur cette Polynormande              | Pos     | Position à l'arrivée de la course                          |
|         | Indique un maillot de champion national ou mondial, suivi de sa spécialité | NP      | Indique un coureur qui n'a pas pris le départ de la course |
| AB      | Indique un coureur qui n'a pas terminé la course                           | HD      | Indique un coureur qui a terminé la course hors des délais |

| Cofidis COF | Cofidis COF              | Cofidis COF |
| ----------- | ------------------------ | ----------- |
| Num         | Coureur                  | Pos         |
| 1           | Julien Simon (FRA)       | 16e         |
| 2           | Yoann Bagot (FRA)        | 50e         |
| 3           | Julien Fouchard (FRA)    | AB          |
| 4           | Romain Hardy (FRA)       | 6e          |
| 5           | Christophe Laporte (FRA) | AB          |
| 6           | Guillaume Levarlet (FRA) | 30e         |
| 7           | Stéphane Poulhiès (FRA)  | 63e         |
| 8           | Florian Sénéchal (FRA)   | AB          |

| La Pomme Marseille 13 LPM | La Pomme Marseille 13 LPM         | La Pomme Marseille 13 LPM |
| ------------------------- | --------------------------------- | ------------------------- |
| Num                       | Coureur                           | Pos                       |
| 11                        | Thomas Vaubourzeix (FRA)          | 58e                       |
| 12                        | Julien Antomarchi (FRA)           | 38e                       |
| 13                        | Benjamin Giraud (FRA)             | AB                        |
| 14                        | Justin Jules (FRA)                | AB                        |
| 15                        | Thomas Rostollan (FRA)            | AB                        |
| 16                        | Clément Saint-Martin (FRA)        | 24e                       |
| 17                        | Evaldas Šiškevičius (LTU)         | 77e                       |
| 18                        | Paulius Šiškevičius (LTU) (Route) | 37e                       |

| Wanty-Groupe Gobert WGG | Wanty-Groupe Gobert WGG  | Wanty-Groupe Gobert WGG |
| ----------------------- | ------------------------ | ----------------------- |
| Num                     | Coureur                  | Pos                     |
| 21                      | Michel Kreder (NED)      | 32e                     |
| 22                      | Frederik Backaert (BEL)  | AB                      |
| 23                      | Jérôme Baugnies (BEL)    | 13e                     |
| 24                      | Laurens De Vreese (BEL)  | 14e                     |
| 25                      | Jan Ghyselinck (BEL)     | 1er                     |
| 26                      | Jérôme Gilbert (BEL)     | AB                      |
| 27                      | Marco Minnaard (NED)     | 21e                     |
| 28                      | Frederik Veuchelen (BEL) | 73e                     |

| FDJ.fr FDJ | FDJ.fr FDJ              | FDJ.fr FDJ |
| ---------- | ----------------------- | ---------- |
| Num        | Coureur                 | Pos        |
| 31         | Anthony Geslin (FRA)    | 41e        |
| 32         |                         |            |
| 33         | Arnaud Courteille (FRA) | 10e        |
| 34         |                         |            |
| 35         | Francis Mourey (FRA)    | AB         |
| 36         | Yoann Offredo (FRA)     | 35e        |
| 37         | Marc Sarreau (FRA)      | AB         |
| 38         | Geoffrey Soupe (FRA)    | 72e        |

| AG2R La Mondiale ALM | AG2R La Mondiale ALM   | AG2R La Mondiale ALM |
| -------------------- | ---------------------- | -------------------- |
| Num                  | Coureur                | Pos                  |
| 41                   | Steve Chainel (FRA)    | AB                   |
| 42                   | Alexis Gougeard (FRA)  | 51e                  |
| 43                   | Samuel Dumoulin (FRA)  | 15e                  |
| 44                   | Damien Gaudin (FRA)    | 11e                  |
| 45                   | Nico Denz (GER)        | 76e                  |
| 46                   | Jimmy Raibaud (FRA)    | 52e                  |
| 47                   | Lloyd Mondory (FRA)    | 43e                  |
| 48                   | Sébastien Turgot (FRA) | 17e                  |

| Topsport Vlaanderen-Baloise TSV | Topsport Vlaanderen-Baloise TSV | Topsport Vlaanderen-Baloise TSV |
| ------------------------------- | ------------------------------- | ------------------------------- |
| Num                             | Coureur                         | Pos                             |
| 51                              | Kenneth Vanbilsen (BEL)         | AB                              |
| 52                              | Tim Declercq (BEL)              | 75e                             |
| 53                              | Eliot Lietaer (BEL)             | 31e                             |
| 54                              | Yves Lampaert (BEL)             | 62e                             |
| 55                              | Thomas Sprengers (BEL)          | 55e                             |
| 56                              | Edward Theuns (BEL)             | 71e                             |
| 57                              | Stijn Steels (BEL)              | 7e                              |
| 58                              | Tom Van Asbroeck (BEL)          | 18e                             |

| Europcar EUC | Europcar EUC            | Europcar EUC |
| ------------ | ----------------------- | ------------ |
| Num          | Coureur                 | Pos          |
| 61           | Vincent Jérôme (FRA)    | 46e          |
| 62           | Natnael Berhane (ERI)   | 40e          |
| 63           |                         |              |
| 64           | Antoine Duchesne (CAN)  | 2e           |
| 65           | Romain Guillemois (FRA) | 64e          |
| 66           | Tony Hurel (FRA)        | 65e          |
| 67           | Morgan Lamoisson (FRA)  | AB           |
| 68           | Yannick Martinez (FRA)  | 23e          |

| Bretagne-Séché Environnement BSE | Bretagne-Séché Environnement BSE | Bretagne-Séché Environnement BSE |
| -------------------------------- | -------------------------------- | -------------------------------- |
| Num                              | Coureur                          | Pos                              |
| 71                               | Anthony Delaplace (FRA)          | 8e                               |
| 72                               | Jean-Marc Bideau (FRA)           | 12e                              |
| 73                               | Vegard Stake Laengen (NOR)       | 34e                              |
| 74                               | Armindo Fonseca (FRA)            | 20e                              |
| 75                               | Arnaud Gérard (FRA)              | 54e                              |
| 76                               | Pierre-Luc Périchon (FRA)        | 56e                              |
| 77                               | Florian Vachon (FRA)             | 48e                              |
| 78                               | Christophe Laborie (FRA)         | AB                               |

| Wallonie-Bruxelles WBC | Wallonie-Bruxelles WBC   | Wallonie-Bruxelles WBC |
| ---------------------- | ------------------------ | ---------------------- |
| Num                    | Coureur                  | Pos                    |
| 81                     | Loïc Pestiaux (BEL)      | 53e                    |
| 82                     | Maxime Anciaux (BEL)     | AB                     |
| 83                     | Olivier Chevalier (BEL)  | AB                     |
| 84                     | Sébastien Delfosse (BEL) | 5e                     |
| 85                     | Julien Stassen (BEL)     | 59e                    |
| 86                     | Jonathan Dufrasne (BEL)  | 33e                    |
| 87                     | Christophe Prémont (BEL) | 29e                    |
| 88                     | Laurent Évrard (BEL)     | 36e                    |

| BigMat-Auber 93 BIG | BigMat-Auber 93 BIG       | BigMat-Auber 93 BIG |
| ------------------- | ------------------------- | ------------------- |
| Num                 | Coureur                   | Pos                 |
| 91                  | Stéphane Rossetto (FRA)   | 9e                  |
| 92                  | Frédéric Brun (FRA)       | 42e                 |
| 93                  | Flavien Dassonville (FRA) | AB                  |
| 94                  | Pierre Gouault (FRA)      | 44e                 |
| 95                  | Alo Jakin (EST) (Route)   | 49e                 |
| 96                  | Yannis Yssaad (FRA)       | 61e                 |
| 97                  | Maxime Renault (FRA)      | 27e                 |
| 98                  | Steven Tronet (FRA)       | 19e                 |

| Roubaix Lille Métropole RLM | Roubaix Lille Métropole RLM | Roubaix Lille Métropole RLM |
| --------------------------- | --------------------------- | --------------------------- |
| Num                         | Coureur                     | Pos                         |
| 101                         | Rudy Barbier (FRA)          | 74e                         |
| 102                         | Jimmy Turgis (FRA)          | 26e                         |
| 103                         | Julien Duval (FRA)          | 70e                         |
| 104                         | Quentin Jauregui (FRA)      | 3e                          |
| 105                         | Rudy Kowalski (FRA)         | AB                          |
| 106                         | Maxime Vantomme (BEL)       | NP                          |
| 107                         | Franck Vermeulen (FRA)      | AB                          |
| 108                         | Baptiste Planckaert (BEL)   | 68e                         |

| Differdange-Losch CCD | Differdange-Losch CCD      | Differdange-Losch CCD |
| --------------------- | -------------------------- | --------------------- |
| Num                   | Coureur                    | Pos                   |
| 111                   | Sven Fritsch (LUX)         | AB                    |
| 112                   | Vytautas Kaupas (LTU)      | AB                    |
| 113                   | Sebastiano Frassetto (ITA) | AB                    |
| 114                   | Kevin Suarez (BEL)         | AB                    |
| 115                   | Rubén Menéndez (ESP)       | 67e                   |
| 116                   | Joaquín Sobrino (ESP)      | 66e                   |
| 117                   |                            |                       |
| 118                   |                            |                       |

| Équipe nationale de France amateurs FRA | Équipe nationale de France amateurs FRA | Équipe nationale de France amateurs FRA |
| --------------------------------------- | --------------------------------------- | --------------------------------------- |
| Num                                     | Coureur                                 | Pos                                     |
| 121                                     | Yann Guyot (FRA)                        | 4e                                      |
| 122                                     | François Bidard (FRA)                   | 28e                                     |
| 123                                     | Loïc Chetout (FRA)                      | 60e                                     |
| 124                                     | Romain Combaud (FRA)                    | 25e                                     |
| 125                                     | Pierre Latour (FRA)                     | 45e                                     |
| 126                                     | Jérémy Leveau (FRA)                     | 22e                                     |
| 127                                     | Cédric Delaplace (FRA)                  | 39e                                     |
| 128                                     | Alexis Dulin (FRA)                      | 47e                                     |

| Vino 4ever V4E | Vino 4ever V4E               | Vino 4ever V4E |
| -------------- | ---------------------------- | -------------- |
| Num            | Coureur                      | Pos            |
| 131            | Aleksandr Chouchemoïne (KAZ) | AB             |
| 132            | Stepan Astafyev (KAZ)        | AB             |
| 133            | Oleg Zemlyakov (KAZ)         | 57e            |
| 134            | Timur Kazahtsev (KAZ)        | AB             |
| 135            | Vitaliy Marukhin (KAZ)       | 69e            |
| 136            | Kirill Prolubnikov (KAZ)     | AB             |
| 137            |                              |                |
| 138            | Taras Voropayev (KAZ)        | AB             |